# 筏津順子
筏津 順子（いかだつ じゅんこ、1950年6月9日 - ）は、日本の裁判官。
愛知県豊田市出身。名古屋大学法学部卒業後、名古屋大学大学院法学研究科修士課程2年次に旧司法試験に合格。夫の筏津安恕元名古屋大学教授は大学院の同窓。名古屋高等裁判所部総括判事を務めた。

## 主な経歴
- 1973年 - 司法修習生
- 1975年 - 京都地方裁判所判事補任官
- 1988年 - 津地方裁判所判事
- 1992年 - 名古屋地方裁判所判事
- 1996年 - 東京地方裁判所判事
- 1997年 - 東京高等裁判所判事
- 1999年 - 名古屋地方裁判所部総括判事
- 2008年 - 名古屋地方裁判所豊橋支部長
- 2010年 - 那覇家庭裁判所所長
- 2011年 - 広島高等裁判所部総括判事
- 2014年 - 名古屋高等裁判所部総括判事
- 2015年 - 定年退官

## 担当訴訟
- 1995年の参議院選挙で「愛知万博反対」を掲げ無党派で当選し、その後公約を撤回し自由民主党に入党した末広まきこ参議院議員に対して「公約を信じて投票した市民の信頼を裏切る不法行為」と損害賠償を求めた裁判で「国会議員は選挙民に拘束されず、自由・独立に行動しうる以上、法的責任は追及されない」として、請求棄却。

- 2003年 中華航空140便墜落事故の損害賠償請求訴訟で中華航空に50億の損害賠償を命じる判決。

- 2004年、愛知県西枇杷島町の評論家呉智英が「防災無線は静かに生活する権利を侵害されている」と町を訴えた裁判で「毎日放送することは、住民に注意を向けさせるなど必要で、放送による騒音も受忍限度を超えていない」と請求棄却[3]。

- 2013年 - 第46回衆議院議員総選挙をめぐる一票の格差問題で戦後初の選挙無効判決。